# ドアノブ
ドアノブ (英: doorknob) は、ドアを開閉させるための取っ手である。ドアハンドル(英: door handle)とも呼ばれる。

## 概要
ノブを回転させることによって、ドアとドア枠を結びつけている空錠が外れ、ドアが開くようになる。握って回転させる動作が必要となるが、高齢者などこの動作が困難となる者が利用する施設や住居などではレバータイプのドアノブが設けられる。ドアの施錠機構を内蔵するものもある。接触による感染を防ぐため、病院などでは銅など抗菌性のある素材が使われることがある。

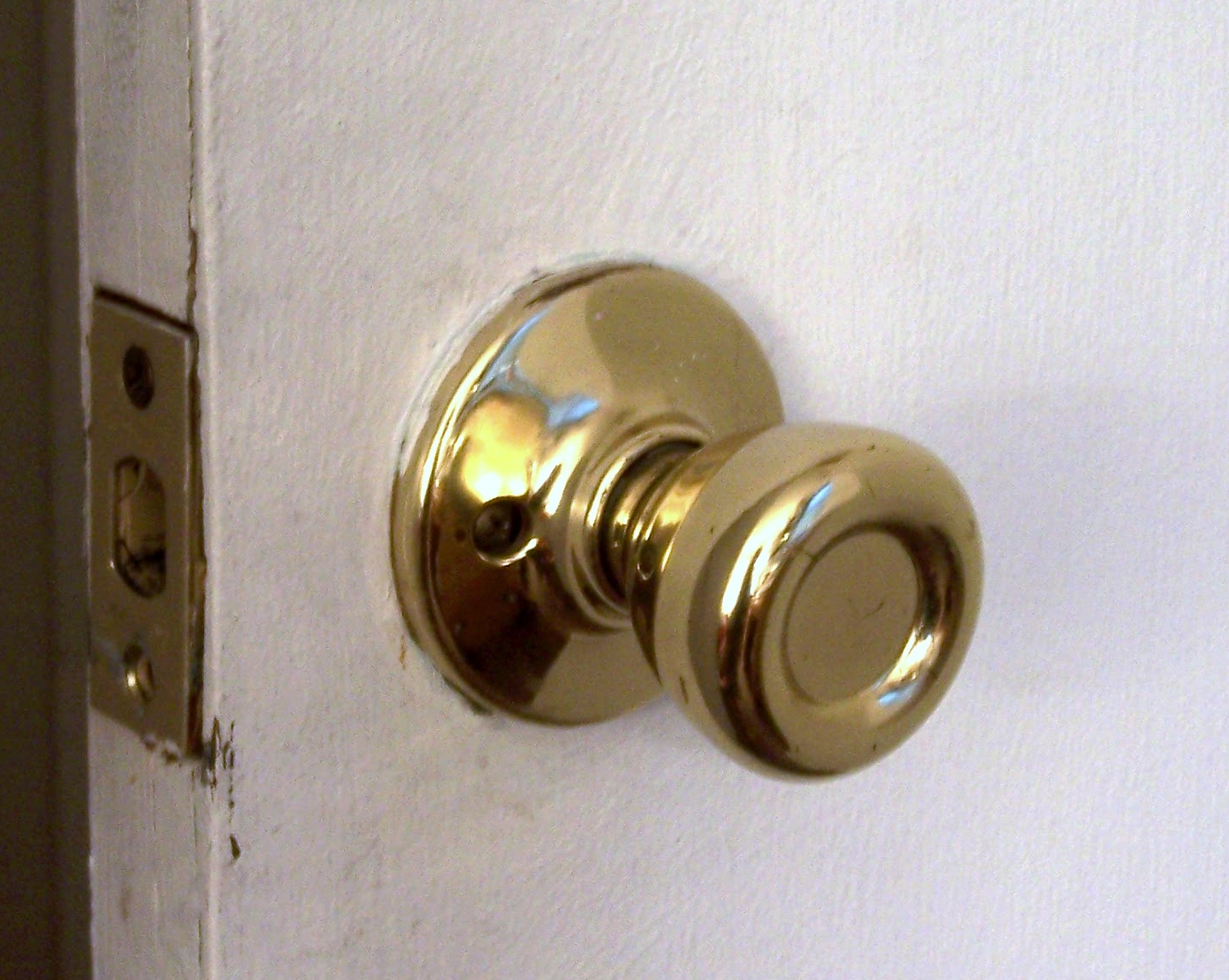
ドアノブ
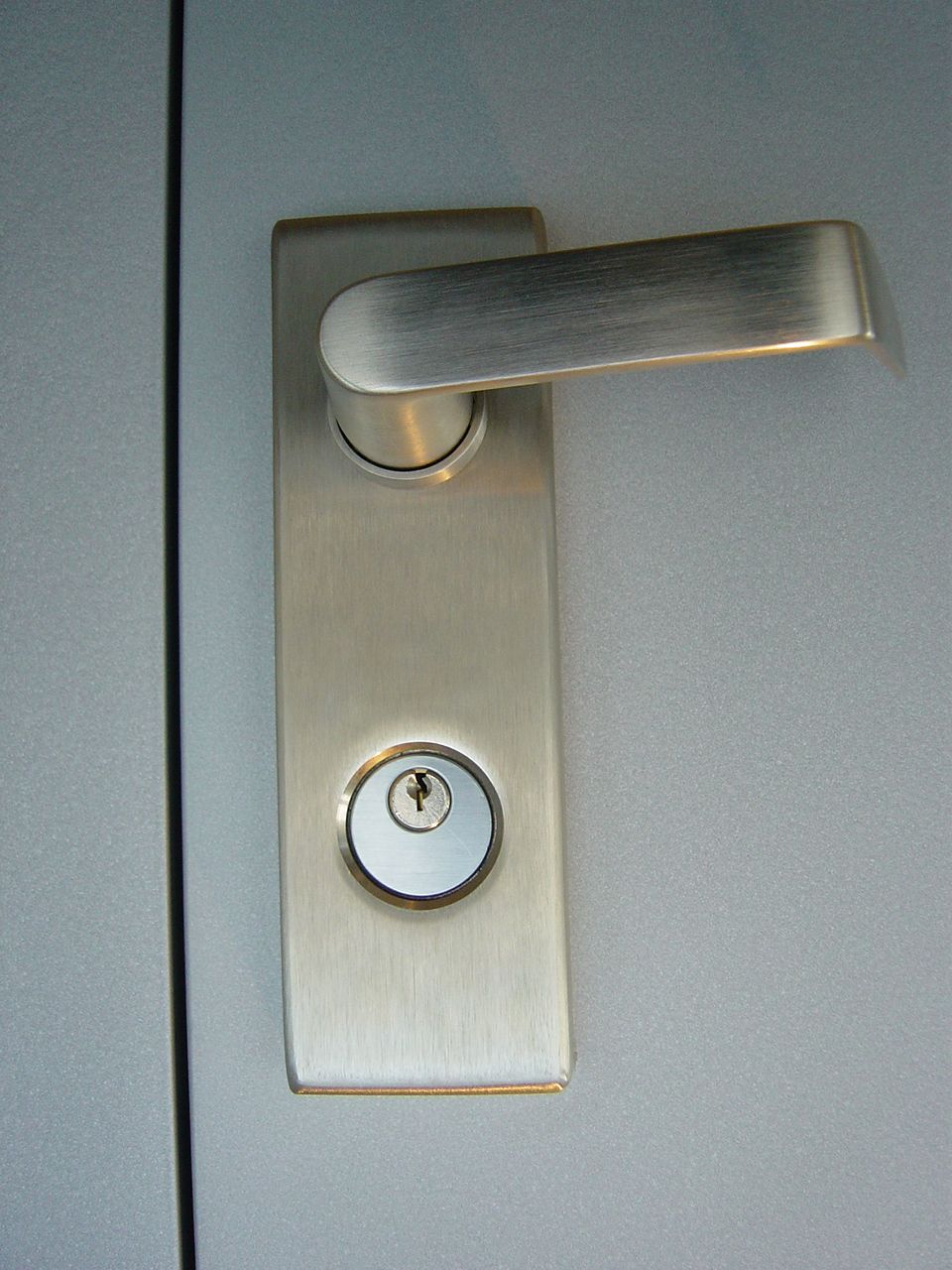
レバータイプのドアノブ
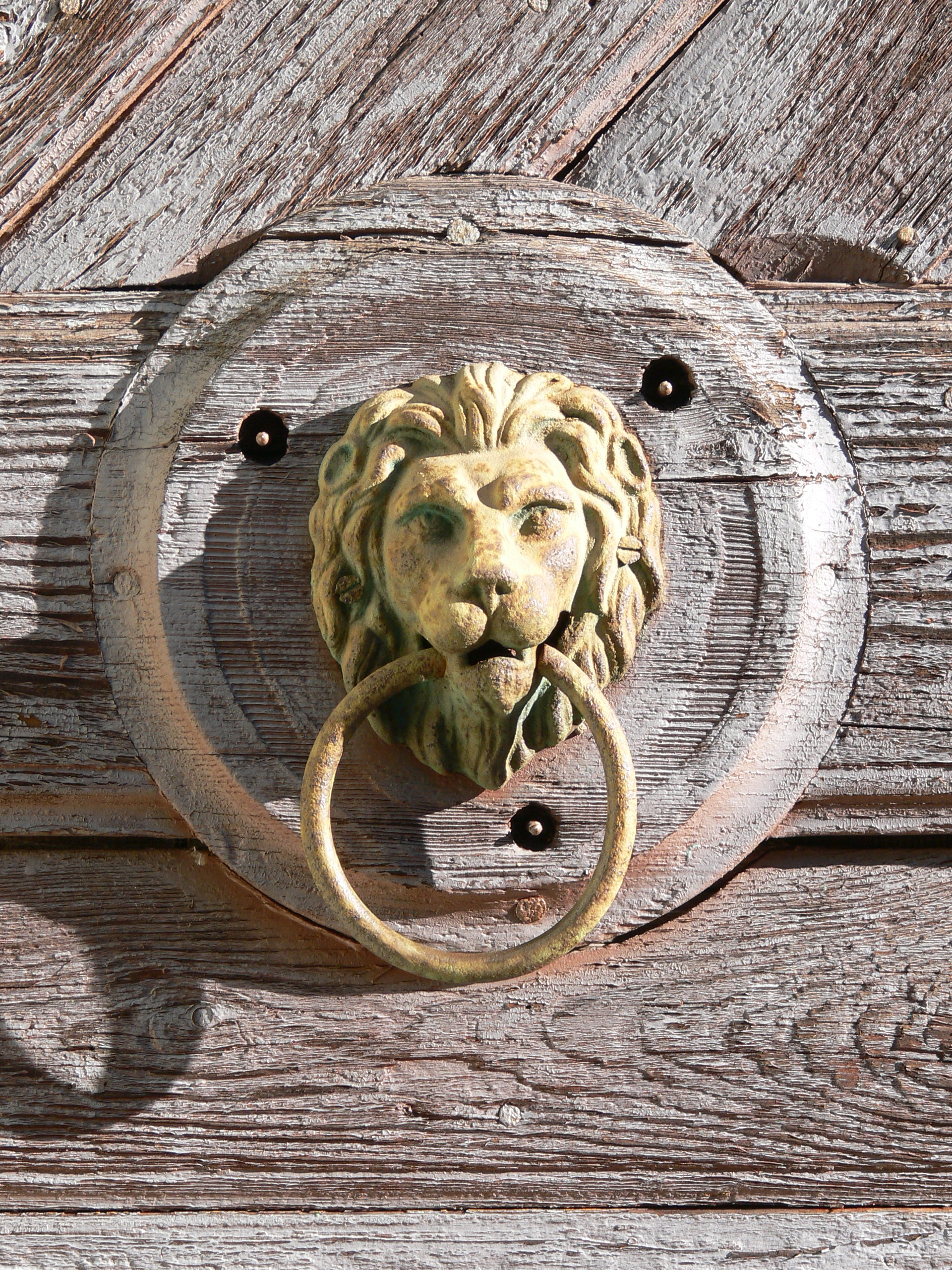
ライオンの装飾が施されたドアノブ
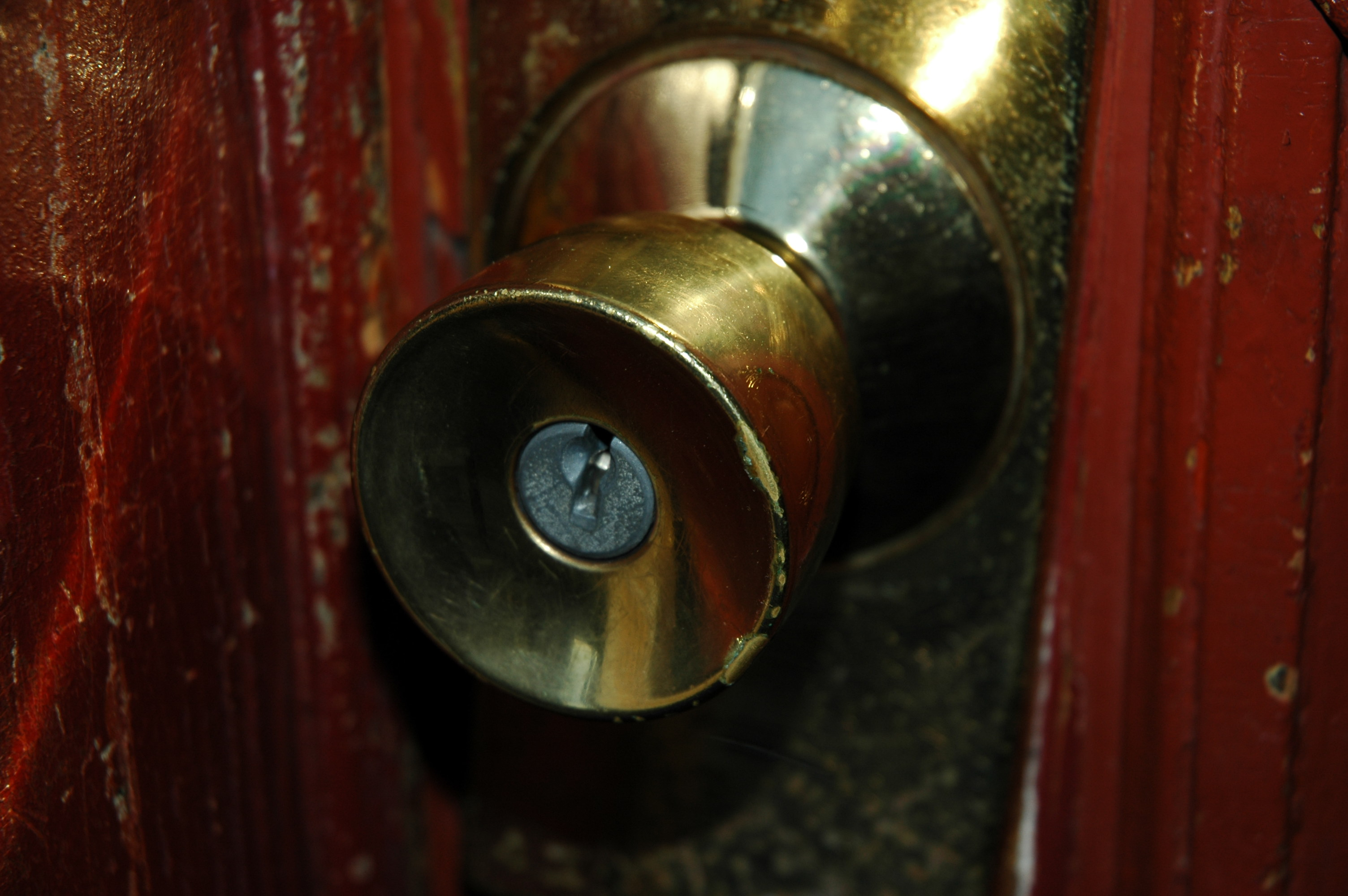
中央に鍵穴のあるドアノブ

2013年11月21日、カナダのバンクーバー市は、バリアフリーの観点から、新築の建物への回転式のドアノブ設置を禁止したことを発表した（なお禁止措置は既存の建物に適用されることはないという）。これについてトロントのOCAD大学でデザインを教えているハワード・ゲーリーは新聞の取材に対し「（これは）個人住宅においても非常に合理的。高齢者や買い物袋を抱えた人、小さい子供にとっては、レバー式の取っ手の方がより楽にドアの開閉ができる」と語ったという。一方、アンティークのドアノブ販売業者などはこの禁止措置に怒っている、といい、またアメリカ・アンティーク・ドアノブ収集家協会のアレン・ジョスリン代表は地方紙の取材に対し「誰もが不自由なく出入りしたいと思っている公共機関の建物なら（回転式ドアノブが）問題であるのは理解できる。しかし、自分の家を建てる時に、レバー式の取っ手を必要とする障害者がいないとすれば、これはやりすぎだと思う」と語ったという。

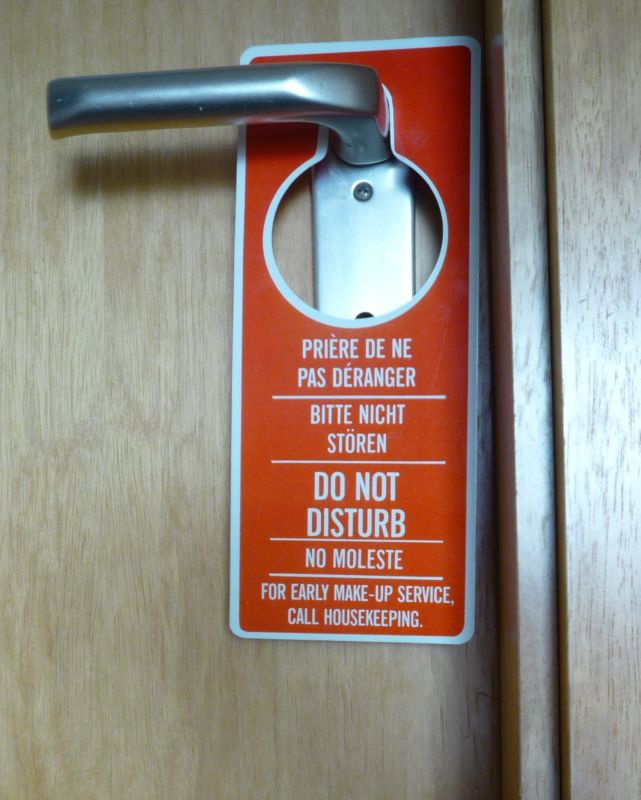
ドアノブサイン

ドアノブの利用法のひとつにドアノブサインを掛けるのに使うというものもある。ドアノブサイン（英: doorknob sign)は部屋の使用者が他の人に意思を表示するためのものである。たとえばホテルの個室などでは「掃除してください（Please make up the room）」と「起こさないでください（Please don't disturb）」を印刷したものなどが用いられ、企業の会議室などでは「空室」と「使用中」を印刷したものが用いられる。英語圏ではドアノブタグ（英: doorknob tag）やドアノブハンガー（英: doorknob hanger）ともいい、日本語では「ドアノブ札」ということもある。

## 他
泥棒が屋内に侵入する手口のひとつに、ドアノブの周囲をくりぬき施錠機能を無効にする「腰板破り」という方法もあるという